# Relazioni bilaterali tra Cina e Stati Uniti d'America
Per relazioni bilaterali tra Cina e Stati Uniti d'America (中美关系S e in inglese China–United States relations) ci si riferisce alle relazioni culturali, politiche e storiche della Repubblica Popolare Cinese e degli Stati Uniti d'America.

## Evoluzione
Dopo la visita di Nixon in Cina del 1972 e la riapertura delle relazioni diplomatiche del 1979, al torno del Millennio i tentativi di formalizzazione del rapporto - in una partnership più stabile ed ufficiale - sono passati per il G2 e per il U.S.–China Strategic and Economic Dialogue.
Le tensioni degli anni Venti del XXI secolo stanno invece riportando il rapporto "al punto più basso dal 1979".